# セントラル・ヨーロピアン・ラリー
セントラル・ヨーロピアン・ラリー (Central Europian Rally) は、世界ラリー選手権 (WRC) の一戦として2023年より開催されているラリーイベントである。ドイツとチェコとオーストリアの3ヵ国をまたいで行われる。

## 概要
中央ヨーロッパのドイツ南部、チェコ西部、オーストリア北部の3ヵ国が接する国境地帯で行われるターマックラリーである。ドイツ自動車連盟（ADAC）、チェコ・オートクラブ（ACCR）、オーストリア・モータースポーツ連盟（AMF）が共同開催する。3ヵ国共催はWRC初の試みとなる。チェコはシュコダの地元であり、ヨーロッパラリー選手権（ERC）のラリー・ズリンを開催するなどラリー競技が盛んな国だが、WRCは初開催となる。
ベースとなるのは、ドイツで行われているドライ・シュタッテ・ラリー（3-Städte-Rallye 三都市ラリー）である。ドイツのミュンヘンからオーストリアのウィーンを経由し、ハンガリーのブダペストに到着するというかたちで1963年に始まり、過去に58回開催されてきた。
ホストタウンはドイツのバイエルン州パッサウに置かれる。スタートセレモニーはチェコの首都プラハで行われる。2日目はチェコ国内、3・4日目はドイツとオースリアの国境付近で競技を行う。

## 歴代勝者
| 年     | 優勝者               | 優勝者                   | 車輌                    |
| 年     | ドライバー           | コ・ドライバー           | 車輌                    |
| ------ | -------------------- | ------------------------ | ----------------------- |
| 2023年 | ティエリー・ヌービル | マルティン・ウィダグ     | ヒョンデ・i20 N ラリー1 |
| 2024年 | オィット・タナック   | マルティン・ヤルヴェオヤ | ヒョンデ・i20 N ラリー1 |